# یوری باشکاروف
یوری باشکاروف (روسی: Юрий Фёдорович Кашкаров؛ زادهٔ ۴ دسامبر ۱۹۶۳) ورزشکار  ورزش دوگانه اهل روسیه است.